# SREC
모토로라 S-레코드(Motorola S-record)는 ASCII 16진 텍스트 형태로 이진 정보를 전달하는 모토로라가 개발한 파일 포맷이다. 이 파일 포맷의 다른 이름은 SRECORD, SREC, S19, S28, S37이다. 마이크로컨트롤러의 플래시 메모리, EPROM, EEPROM, 그리고 다른 종류의 프로그래밍 가능한 논리 장치의 프로그래밍에 흔히 사용된다. 일반적인 상황에서 컴파일러나 어셈블러는 프로그램의 솟 코드(예: C 또는 어셈블리어)를 기계어로 변환하고 이를 HEX 파일로 출력한다. 그 뒤 HEX 파일을 프로그래머가 가져와 기계 코드를 비휘발성 메모리로 버닝(burn)하거나 적재 및 실행을 위해 대상 시스템에 전송한다.

## 개요
S-레코드 포맷은 1970년대 중순 모토로라 6800 프로세서용으로 개발되었다.

## 예시
색 범례
  레코드 타입
  바이트 수
  주소
  데이터
  체크섬

### 체크섬 계산
다음의 예시 레코드는
```
S1
13
7AF0
0A0A0D00000000000000000000000000
61
```

체크섬 값이 어떻게 계산되는지를 보여주며, 그 방법은 아래와 같다:
1. 추가: 각 바이트 13 + 7A+F0 + 0A+0A+0D+00+00+00+00+00+00+00+00+00+00+00+00+00 = 19E (16진) 전체를 추가.
2. 마스크(Mask): 전체 중 최소 중요 바이트를 유지 = 9E (16진)
3. 보충(Complement): 최소 중요 바이트의 1의 보수를 계산 = 61 (16진)

### 16비트 메모리 주소
```
S0
0F
0000
68656C6C6F20202020200000
3C

S1
1F
0000
7C0802A6900100049421FFF07C6C1B787C8C23783C60000038630000
26

S1
1F
001C
4BFFFFE5398000007D83637880010014382100107C0803A64E800020
E9

S1
11
0038
48656C6C6F20776F726C642E0A00
42

S5
03
0003
F9

S9
03
0000
FC
```

### 32비트 메모리 주소
```
S0
0F
0000
68656C6C6F20202020200000
3C

S3
25
00000020
150640D9150780D91508C0D97A300B00150900DA150A40DA150B80DA150CC0DA
40

S5
03
0003
F9

S9
03
0000
FC
```

## 같이 보기
- 인텔 HEX: 인텔의 16진 파일 포맷

## 참고 문헌
- 《M68HC05EVM Evaluation Module User's Manual》 4판, Motorola (Freescale), 1990 Appendix A, "S Record Information", page A-1, states, "For compatibility with teletypewriters, some programs may limit the number of [data] bytes to as few as 28 (56 printable characters in the S-record)."
- 《M146805EVM Evaluation Module Users Manual》 1판, Motorola (Freescale), 1983
- 《MCM6830L7 MIKBUG / MINIBUG ROM》, Engineering Note 100, Motorola (Freescale), 1975